# Belgium az 1980. évi nyári olimpiai játékokon
Belgium a szovjetunióbeli Moszkvában megrendezett 1980. évi nyári olimpiai játékok egyik részt vevő nemzete volt. Az országot az olimpián 10 sportágban 59 sportoló képviselte, akik összesen 1 érmet szereztek. Belgium az olimpiai zászló alatt vett részt a játékokon.

## Érmesek
| Érem  | Versenyző  | Sportág   | Versenyszám        |
| ----- | ---------- | --------- | ------------------ |
| Arany | Robert Van | Cselgáncs | Férfi félnehézsúly |

## Atlétika
Férfi
| Versenyző                                                      | Versenyszám     | Előfutam      | Előfutam      | Előfutam      | Negyeddöntő | Negyeddöntő | Negyeddöntő | Elődöntő | Elődöntő | Elődöntő | Döntő   | Döntő    |
| Versenyző                                                      | Versenyszám     | Idő           | Hely.         | Össz.         | Idő         | Hely.       | Össz.       | Idő      | Hely.    | Össz.    | Idő     | Helyezés |
| -------------------------------------------------------------- | --------------- | ------------- | ------------- | ------------- | ----------- | ----------- | ----------- | -------- | -------- | -------- | ------- | -------- |
| Fons Brijdenbach                                               | 400 m           | 47,72         | 2.            | 28.           | 45,88       | 2.          | 4.          | 45,46    | 1.       | 1.       | 45,10   | 5.       |
| Eddy De Leeuw                                                  | 400 m           | 47,59         | 4.            | 25.           | 46,47       | 6.          | 18.         | kiesett  | kiesett  | kiesett  | kiesett | kiesett  |
| Jacques Borlée                                                 | 400 m           | 47,77         | 4.            | 29.           | 47,73       | 8.          | 30.         | kiesett  | kiesett  | kiesett  | kiesett | kiesett  |
| Emiel Puttemans                                                | 5000 m          | 13:43,91      | 4.            | 6.            |             |             |             | 13:50,19 | 8.       | 19.      | kiesett | kiesett  |
| Alex Hagelsteens                                               | 5000 m          | 13:44,82      | 5.            | 12.           |             |             |             | 13:46,64 | 10.      | 17.      | kiesett | kiesett  |
| Alex Hagelsteens                                               | 10 000 m        | 29:47,6       | 6.            | 23.           |             |             |             |          |          |          | kiesett | kiesett  |
| Karel Lismont                                                  | Maraton         |               |               |               |             |             |             |          |          |          | 2:13:27 | 9.       |
| Marc Smet                                                      | Maraton         |               |               |               |             |             |             |          |          |          | 2:16:00 | 13.      |
| Henri Schoofs                                                  | Maraton         |               |               |               |             |             |             |          |          |          | 2:17:28 | 18.      |
| Eddy De Leeuw Danny Roelandt Rik Vandenberghe Fons Brijdenbach | 4 × 400 m váltó | nem ért célba | nem ért célba | nem ért célba |             |             |             |          |          |          | kiesett | kiesett  |

| Versenyző          | Versenyszám | Selejtező                | Selejtező                | Döntő    | Döntő    |
| Versenyző          | Versenyszám | Eredmény                 | Helyezés                 | Eredmény | Helyezés |
| ------------------ | ----------- | ------------------------ | ------------------------ | -------- | -------- |
| Guy Moreau         | Magasugrás  | 221 cm                   | 14.                      | 218 cm   | 14.      |
| Patrick Desruelles | Rúdugrás    | érvényes kísérlet nélkül | érvényes kísérlet nélkül | kiesett  | kiesett  |

Női
| Versenyző                                         | Versenyszám     | Előfutam | Előfutam | Előfutam | Negyeddöntő | Negyeddöntő | Negyeddöntő | Elődöntő | Elődöntő | Elődöntő | Döntő   | Döntő    |
| Versenyző                                         | Versenyszám     | Idő      | Hely.    | Össz.    | Idő         | Hely.       | Össz.       | Idő      | Hely.    | Össz.    | Idő     | Helyezés |
| ------------------------------------------------- | --------------- | -------- | -------- | -------- | ----------- | ----------- | ----------- | -------- | -------- | -------- | ------- | -------- |
| Karin Verguts                                     | 200 m           | 23,89    | 3.       | 21.      | 24,00       | 7.          | 22.         | kiesett  | kiesett  | kiesett  | kiesett | kiesett  |
| Lea Alaerts                                       | 200 m           | 24,51    | 5.       | 25.      | kiesett     | kiesett     | kiesett     | kiesett  | kiesett  | kiesett  | kiesett | kiesett  |
| Rosine Wallez                                     | 400 m           | 52,00    | 5.       | 9.       |             |             |             | kiesett  | kiesett  | kiesett  | kiesett | kiesett  |
| Anne Michel                                       | 400 m           | 54,22    | 7.       | 31.      |             |             |             | kiesett  | kiesett  | kiesett  | kiesett | kiesett  |
| Anne-Marie Van Nuffel                             | 800 m           | 2:00,02  | 4.       | 8.       |             |             |             | 2:01,99  | 8.       | 16.      | kiesett | kiesett  |
| Lea Alaerts Regina Berg Anne Michel Rosine Wallez | 4 × 400 m váltó | 3:30,7   | 5.       | 8.       |             |             |             |          |          |          | 3:31,6  | 7.       |

| Versenyző      | Versenyszám | Selejtező | Selejtező | Döntő    | Döntő    |
| Versenyző      | Versenyszám | Eredmény  | Helyezés  | Eredmény | Helyezés |
| -------------- | ----------- | --------- | --------- | -------- | -------- |
| Chris Soetewey | Magasugrás  | 188 cm    | 5.        | 180 cm   | 12.      |

## Birkózás
Kötöttfogású
| Versenyző           | Versenyszám | 1. forduló                       | 2. forduló                        | 3. forduló                       | 4. forduló        | 5. forduló        | Döntő             | Helyezés    |
| Versenyző           | Versenyszám | Ellenfél Eredmény                | Ellenfél Eredmény                 | Ellenfél Eredmény                | Ellenfél Eredmény | Ellenfél Eredmény | Ellenfél Eredmény | Helyezés    |
| ------------------- | ----------- | -------------------------------- | --------------------------------- | -------------------------------- | ----------------- | ----------------- | ----------------- | ----------- |
| Julien Mewis        | 57 kg       | Samil Szerikov (URS) · kétvállas | Molnár Gyula (HUN) · kétvállas    | kiesett                          | kiesett           | kiesett           | kiesett           | helyezetlen |
| Jacques Van Lancker | 74 kg       | Vítězslav Mácha (TCH) · 6–8      | Jamal Moughrabi (SYR) · kétvállas | Lennart Lundell (SWE) · kizárták | kiesett           | kiesett           | kiesett           | 8.          |

Szabadfogású
| Versenyző    | Versenyszám | 1. forduló               | 2. forduló                                  | 3. forduló                    | 4. forduló        | 5. forduló        | Döntő             | Helyezés    |
| Versenyző    | Versenyszám | Ellenfél Eredmény        | Ellenfél Eredmény                           | Ellenfél Eredmény             | Ellenfél Eredmény | Ellenfél Eredmény | Ellenfél Eredmény | Helyezés    |
| ------------ | ----------- | ------------------------ | ------------------------------------------- | ----------------------------- | ----------------- | ----------------- | ----------------- | ----------- |
| Oscar Segers | 68 kg       | Ivan Jankov (BUL) · 1–15 | Victor Koualaigue (CMR) · feladta (sérülés) | Šaban Sejdi (YUG) · kétvállas | kiesett           | kiesett           | kiesett           | helyezetlen |

## Cselgáncs
| Versenyző           | Versenyszám  | Csoport | 32-es főtábla             | Nyolcaddöntő            | Negyeddöntő               | Elődöntő              | Vigaszág negyeddöntő | Vigaszág elődöntő | Bronz- mérkőzés   | Döntő                      | Helyezés |
| Versenyző           | Versenyszám  | Csoport | Ellenfél Eredmény         | Ellenfél Eredmény       | Ellenfél Eredmény         | Ellenfél Eredmény     | Ellenfél Eredmény    | Ellenfél Eredmény | Ellenfél Eredmény | Ellenfél Eredmény          | Helyezés |
| ------------------- | ------------ | ------- | ------------------------- | ----------------------- | ------------------------- | --------------------- | -------------------- | ----------------- | ----------------- | -------------------------- | -------- |
| Robert Van de Walle | Félnehézsúly | B       | Szepesi István (HUN) · GY | Rex Chizooma (ZAM) · GY | Jean-Luc Rougé (FRA) · GY | Henk Numan (NED) · GY |                      |                   |                   | Tengiz Hubuluri (URS) · GY |          |
| Robert Van de Walle | Nyílt        | B       | erőnyerő                  | Ozsvár András (HUN) · V | kiesett                   | kiesett               |                      |                   |                   |                            | 10.      |

## Íjászat
| Versenyző             | Versenyszám  | 1. forduló | 1. forduló | 2. forduló | 2. forduló | Összesítés | Összesítés |
| Versenyző             | Versenyszám  | Pont       | Hely.      | Pont       | Hely.      | Pont       | Helyezés   |
| --------------------- | ------------ | ---------- | ---------- | ---------- | ---------- | ---------- | ---------- |
| Robert Cogniaux       | Férfi egyéni | 1218       | 7.         | 1196       | 13.        | 2414       | 9.         |
| Willy Van Den Bossche | Férfi egyéni | 1210       | 11.        | 1174       | 18.        | 2384       | 17.        |

## Kajak-kenu
Férfi
| Versenyző                  | Versenyszám         | Előfutam | Előfutam | Előfutam | Vigaszág | Vigaszág | Vigaszág | Elődöntő | Elődöntő | Elődöntő | Döntő   | Döntő    |
| Versenyző                  | Versenyszám         | Idő      | Hely.    | Össz.    | Idő      | Hely.    | Össz.    | Idő      | Hely.    | Össz.    | Idő     | Helyezés |
| -------------------------- | ------------------- | -------- | -------- | -------- | -------- | -------- | -------- | -------- | -------- | -------- | ------- | -------- |
| Theo Claessens             | Kajak egyes 500 m   | 1:51,61  | 6.       | 15.      | 1:48,13  | 3.       | 4.       | 1:49,72  | 5.       | 14.      | kiesett | kiesett  |
| Theo Claessens             | Kajak egyes 1000 m  | 3:51,56  | 5.       | 13.      | 3:57,61  | 4.       | 9.       | kiesett  | kiesett  | kiesett  | kiesett | kiesett  |
| Jacky Alders Gaëtan Frys   | Kajak kettes 500 m  | 1:43,31  | 5.       | 18.      | 1:40,43  | 4.       | 7.       | kiesett  | kiesett  | kiesett  | kiesett | kiesett  |
| Jos Broeckx Paul Stinckens | Kajak kettes 1000 m | 3:40,86  | 3.       | 14.      | erőnyerő | erőnyerő | erőnyerő | 3:46,10  | 5.       | 15.      | kiesett | kiesett  |

Női
| Versenyző       | Versenyszám       | Előfutam | Előfutam | Előfutam | Vigaszág | Vigaszág | Vigaszág | Döntő   | Döntő    |
| Versenyző       | Versenyszám       | Idő      | Hely.    | Össz.    | Idő      | Hely.    | Össz.    | Idő     | Helyezés |
| --------------- | ----------------- | -------- | -------- | -------- | -------- | -------- | -------- | ------- | -------- |
| Marleen Kuppens | Kajak egyes 500 m | 2:05,61  | 5.       | 10.      | 2:04,86  | 4.       | 4.       | kiesett | kiesett  |

## Kerékpározás

### Országúti kerékpározás
Férfi
| Versenyző                                                   | Versenyszám     | Idő               | Helyezés      |
| ----------------------------------------------------------- | --------------- | ----------------- | ------------- |
| Luc De Smet                                                 | Mezőnyverseny   | 5:09:06 (+20:37)  | 46.           |
| Jan Nevens                                                  | Mezőnyverseny   | nem ért célba     | nem ért célba |
| Ronald Van Avermaet                                         | Mezőnyverseny   | nem ért célba     | nem ért célba |
| Jan Wijnants                                                | Mezőnyverseny   | nem ért célba     | nem ért célba |
| Patrick du Chau Marc Sergeant Gerrit Van Gestel Leo Wellens | Csapat időfutam | 2:10:27,5 (+9:06) | 16.           |

### Pálya-kerékpározás
Időfutam
| Név        | Versenyszám  | Idő      | Helyezés |
| ---------- | ------------ | -------- | -------- |
| Jan Blomme | Férfi egyéni | 1:09,015 | 13.      |

Üldözőversenyek
| Versenyző                                              | Versenyszám  | Selejtező | Selejtező | Negyeddöntő  | Negyeddöntő | Elődöntő     | Elődöntő  | Döntő        | Döntő     | Helyezés |
| Versenyző                                              | Versenyszám  | Idő       | Hely.     | Ellenfél Idő | Saját idő   | Ellenfél Idő | Saját idő | Ellenfél Idő | Saját idő | Helyezés |
| ------------------------------------------------------ | ------------ | --------- | --------- | ------------ | ----------- | ------------ | --------- | ------------ | --------- | -------- |
| Joseph Smeets                                          | Férfi egyéni | 4:49,48   | 10.       | kiesett      | kiesett     | kiesett      | kiesett   | kiesett      | kiesett   | kiesett  |
| Jan Blomme Diederik Foubert Jozef Simons Joseph Smeets | Férfi csapat | 4:29,75   | 10.       | kiesett      | kiesett     | kiesett      | kiesett   | kiesett      | kiesett   | kiesett  |

## Sportlövészet
Nyílt
| Versenyző         | Versenyszám          | Pont | Helyezés |
| ----------------- | -------------------- | ---- | -------- |
| Christian Raynaud | Gyorstüzelő pisztoly | 576  | 33.      |
| Odette Meuter     | Sportpuska, fekvő    | 597  | 9.       |
| Gilbert Hoef      | Sportpuska, fekvő    | 591  | 32.      |

## Súlyemelés
| Versenyző          | Versenyszám | Szakítás                 | Szakítás                 | Lökés    | Lökés    | Összesen | Helyezés |
| Versenyző          | Versenyszám | Eredmény                 | Helyezés                 | Eredmény | Helyezés | Összesen | Helyezés |
| ------------------ | ----------- | ------------------------ | ------------------------ | -------- | -------- | -------- | -------- |
| Giuseppe Chiapparo | 52 kg       | 90,0                     | 11.                      | 110,0    | 13.      | 200,0    | 12.      |
| Serge Van Cottom   | 82,5 kg     | érvényes kísérlet nélkül | érvényes kísérlet nélkül | kiesett  | kiesett  | kiesett  | kiesett  |
| Hugo De Grauwe     | 90 kg       | érvényes kísérlet nélkül | érvényes kísérlet nélkül | kiesett  | kiesett  | kiesett  | kiesett  |

## Úszás
Férfi
| Versenyző        | Versenyszám  | Előfutam | Előfutam | Előfutam | Elődöntő | Elődöntő | Elődöntő | Döntő   | Döntő    |
| Versenyző        | Versenyszám  | Idő      | Hely.    | Össz.    | Idő      | Hely.    | Össz.    | Idő     | Helyezés |
| ---------------- | ------------ | -------- | -------- | -------- | -------- | -------- | -------- | ------- | -------- |
| Franky De Groote | 100 m hát    | 1:00,35  | 5.       | 23.      | kiesett  | kiesett  | kiesett  | kiesett | kiesett  |
| Franky De Groote | 200 m hát    | 2:06,97  | 5.       | 14.      |          |          |          | kiesett | kiesett  |
| Franky De Groote | 400 m vegyes | 4:36,99  | 6.       | 17.      |          |          |          | kiesett | kiesett  |

Női
| Versenyző                                                                    | Versenyszám            | Előfutam | Előfutam | Előfutam | Döntő   | Döntő    |
| Versenyző                                                                    | Versenyszám            | Idő      | Hely.    | Össz.    | Idő     | Helyezés |
| ---------------------------------------------------------------------------- | ---------------------- | -------- | -------- | -------- | ------- | -------- |
| Pascale Verbauwen                                                            | 200 m gyors            | 2:05,34  | 4.       | 12.      | kiesett | kiesett  |
| Pascale Verbauwen                                                            | 400 m gyors            | 4:18,98  | 3.       | 10.      | kiesett | kiesett  |
| Pascale Verbauwen                                                            | 800 m gyors            | 8:45,12  | 3.       | 5.       | 8:44,84 | 6.       |
| Carine Verbauwen                                                             | 100 m gyors            | 59,08    | 4.       | 14.      | kiesett | kiesett  |
| Carine Verbauwen                                                             | 200 m hát              | 2:16,96  | 4.       | 8.       | 2:16,66 | 6.       |
| Carine Verbauwen                                                             | 100 m hát              | 1:04,37  | 2.       | 7.       | 1:03,82 | 5.       |
| Yolande Van Der Straeten                                                     | 100 m hát              | 1:05,10  | 4.       | 15.      | kiesett | kiesett  |
| Yolande Van Der Straeten                                                     | 200 m hát              | 2:16,62  | 2.       | 6.       | 2:15,58 | 5.       |
| Brigitte Bosmans                                                             | 100 m mell             | 1:16,68  | 4.       | 19.      | kiesett | kiesett  |
| Brigitte Bosmans                                                             | 200 m mell             | 2:42,87  | 4.       | 19.      | kiesett | kiesett  |
| Marion Michel                                                                | 100 m pillangó         | 1:07,81  | 6.       | 22.      | kiesett | kiesett  |
| Marion Michel                                                                | 200 m pillangó         | 2:25,10  | 7.       | 20.      | kiesett | kiesett  |
| Christel Fechner                                                             | 400 m vegyes           | 4:56,92  | 4.       | 9.       | kiesett | kiesett  |
| Yolande Van Der Straeten Brigitte Bosmans Carine Verbauwen Pascale Verbauwen | 4 × 100 m vegyes váltó | 4:26,33  | 6.       | 10.      | kiesett | kiesett  |

## Vívás
Férfi
| Versenyző        | Versenyszám       | Selejtező | Selejtező | Selejtező | Selejtező | Főtábla           | Főtábla           | Vigaszág          | Vigaszág          | Vigaszág          | Döntő             | Döntő   | Helyezés |
| Versenyző        | Versenyszám       | 1. kör | 1. kör    | 2. kör | 2. kör    | 1. kör            | 2. kör            | 1. kör            | 2. kör            | 3. kör            | Döntő             | Döntő   | Helyezés |
| Versenyző        | Versenyszám       | Ellenfél Eredmény | Hely.     | Ellenfél Eredmény | Hely.     | Ellenfél Eredmény | Ellenfél Eredmény | Ellenfél Eredmény | Ellenfél Eredmény | Ellenfél Eredmény | Ellenfél Eredmény | Hely.   | Helyezés |
| ---------------- | ----------------- | --- | --------- | --- | --------- | ----------------- | ----------------- | ----------------- | ----------------- | ----------------- | ----------------- | ------- | -------- |
| Stéphane Ganeff  | Tőr, egyéni       | 3. csoport · Kifah Al-Mutawa (KUW) · 5–0 · František Koukal (TCH) · 5–1 · Klaus Kotzmann (GDR) · 4–5 · Didier Flament (FRA) · 3–5    | 3.        | 2. csoport · Demény László (HUN) · 5–3 · Frédéric Pietruszka (FRA) · 5–4 · Pierre Harper (GBR) · 2–5 · Lech Koziejowski (POL) · 1–5 · Aljakszandr Ramanykov (URS) · 4–5 | 5.        | kiesett           | kiesett           | kiesett           | kiesett           | kiesett           | kiesett           | kiesett | 18.      |
| Stéphane Ganeff  | Párbajtőr, egyéni | 1. csoport · Peder Planting (FIN) · 5–2 · José Pérez (ESP) · 5–2 · Philippe Riboud (FRA) · 5–3 · Piotr Jabłkowski (POL) · 0–5        | 3.        | 4. csoport · Patrick Picot (FRA) · 4–5 · Steven Paul (GBR) · 3–5 · Osztrics István (HUN) · 4–5 · Alekszandr Abusahmetov (URS) · 3–5 · Jaroslav Jurka (TCH) · 2–5        | 6.        | kiesett           | kiesett           | kiesett           | kiesett           | kiesett           | kiesett           | kiesett | 23.      |
| Thierry Soumagne | Tőr, egyéni       | 4. csoport · Mihai Ţiu (ROU) · 4–5 · Miguel Roca (ESP) · 4–5 · Khaled Al-Awadhi (KUW) · 5–1 · Pascal Jolyot (FRA) · 5–0              | 2.        | 1. csoport · Rob Bruniges (GBR) · 5–0 · Greg Benko (AUS) · 1–5 · Hartmuth Behrens (GDR) · 2–5 · Jaroslav Jurka (TCH) · 3–5 · Kuki Péter (ROU) · 4–5                     | 6.        | kiesett           | kiesett           | kiesett           | kiesett           | kiesett           | kiesett           | kiesett | 20.      |
| Thierry Soumagne | Párbajtőr, egyéni | 2. csoport · Mikko Salminen (FIN) · 0–5 · Rolf Edling (SWE) · 3–5 · Alekszandr Abusahmetov (URS) · 1–5 · Philippe Boisse (FRA) · 3–5 | 5.        | kiesett | kiesett   | kiesett           | kiesett           | kiesett           | kiesett           | kiesett           | kiesett           | kiesett | 39.      |

Női
| Versenyző        | Versenyszám | Selejtező | Selejtező | Selejtező         | Selejtező | Főtábla           | Főtábla           | Vigaszág          | Vigaszág          | Vigaszág          | Döntő             | Döntő   | Helyezés |
| Versenyző        | Versenyszám | 1. kör | 1. kör    | 2. kör            | 2. kör    | 1. kör            | 2. kör            | 1. kör            | 2. kör            | 3. kör            | Döntő             | Döntő   | Helyezés |
| Versenyző        | Versenyszám | Ellenfél Eredmény | Hely.     | Ellenfél Eredmény | Hely.     | Ellenfél Eredmény | Ellenfél Eredmény | Ellenfél Eredmény | Ellenfél Eredmény | Ellenfél Eredmény | Ellenfél Eredmény | Hely.   | Helyezés |
| ---------------- | ----------- | --- | --------- | ----------------- | --------- | ----------------- | ----------------- | ----------------- | ----------------- | ----------------- | ----------------- | ------- | -------- |
| Micheline Borghs | Tőr, egyéni | 2. csoport · Barbara Wysoczańska (POL) · 5–4 · Clara Alfonso (CUB) · 3–5 · Suzana Ardeleanu (ROU) · 2–5 · Jelena Belova (URS) · 3–5 | 5.        | kiesett           | kiesett   | kiesett           | kiesett           | kiesett           | kiesett           | kiesett           | kiesett           | kiesett | 28.      |